# Crysis 3
Crysis 3 is een first-person shooter ontwikkeld door Crytek Frankfurt en Crytek UK en uitgegeven door Electronic Arts. Het spel kwam op 22 februari 2013 uit voor Windows, PlayStation 3 en Xbox 360. Het is de opvolger van Crysis 2 en het vierde spel in de Crysis-serie.

## Verhaal
Het derde spel speelt zich af in 2047 en neemt de speler mee in de rol van  Prophet wanneer hij terugkeert naar New York. Hier ontdekt hij dat de steden zijn ingesloten door middel van een gigantische Nanokoepel gemaakt door Cell Corporation. De New York City Liberty Dome is een stedelijk oerwoud vol overwoekerde bomen, dichte moeraslanden en woeste rivieren. In de Liberty Dome komen zeven verschillende en verraderlijke omgevingen bekend te staan als de Zeven Wonderen. Prophet heeft gezegd dat hij op een missie zou gaan om wraak te nemen na het ontdekken van de waarheid van Cells motieven voor het bouwen van de Nanokoepel. De inwoners werden verteld dat de gigantische koepel werd gebouwd voor het beschermen van de bevolking en het reinigen van de metropolen van de overblijfselen van de Ceph krachten. Maar in werkelijkheid zijn de Nanokoepels Cells heimelijke poging om een land en de technologie te beheersen bij hun streven naar de wereldheerschappij. Niemand is meer veilig op het pad van wraak nu er buitenaardse Ceph op de loer liggen en menselijke vijanden in de aanval zijn. Prophets doel is iedereen uitschakelen en de stad terugkrijgen.

## Ontvangst
| Beoordeeld door      | Platform      | Datum            | Score |
| -------------------- | ------------- | ---------------- | ----- |
| PC Games (Duitsland) | Windows       | 19 februari 2013 | 91%   |
| PC Gamer             | Windows       | 19 februari 2013 | 81%   |
| Xbox360Achievements  | Xbox 360      | 5 maart 2013     | 80%   |
| Gamereactor (Sweden) | Xbox 360      | 18 februari 2013 | 80%   |
| Gamereactor (Sweden) | PlayStation 3 | 18 februari 2013 | 80%   |
| Gamereactor (Sweden) | Windows       | 18 februari 2013 | 80%   |
| Jeuxvideo.com        | Windows       | 22 februari 2013 | 70%   |
| PCActu               | Windows       | 7 maart 2013     | 65%   |
| Jeuxvideo.com        | PlayStation 3 | 22 februari 2013 | 65%   |
| Jeuxvideo.com        | Xbox 360      | 22 februari 2013 | 65%   |